# Lindenau (Oberlausitz)
Lindenau  är en ort och kommun i östra Tyskland, belägen i Landkreis Oberspreewald-Lausitz i förbundslandet Brandenburg, omkring 40 km norr om Dresden. Kommunen administreras som en del av kommunalförbundet Amt Ortrand, vars säte ligger i grannstaden Ortrand.
Orten är huvudsakligen känd för sitt renässansslott, Schloss Lindenau, uppfört 1584 på platsen för en äldre medeltida borg. Slottet är idag under renovering.
I närheten av orten passerar motorvägen A 13, som förbinder orten med Berlin och Dresden.